# السقيفة 3 (مسلسل تلفزيوني)
السقيفة 3 (بالكورية: 펜트하우스 3)؛ هو مسلسل كوري جنوبي، عرض على قناة SBS TV كل يوم الجمعة، من بداية 4 يونيو 2021 بعد مسلسل سائق سيارة أجرة.
يرى المسؤولين في SBS ان دراما «بنتهاوس» تكفي ان تعرض حلقة واحدة في الاسبوع.

## ملخص
تقع أحداث المسلسل بعد احداث الجزء الثاني مع ظهور شخصيات جديدة، وهي عبارة عن حرب انتقامية.
كما تروي الدراما أيضا قصة النساء اللاتي سيفعلن أي شيء لحماية أبنائهن وأنفسهن.

## الطاقم
- يو جين في دور أوه يون هي.[8][9][10]
- لي جي آه في دور "شيم سو ريون
- كيم سوو يون في دور تشون سيو جين
- شين إيون-كيونغ في دور كانغ مي ري
- يون جو هي في دور جو سانغ أه (والدة مين هيوك).
- أوم كي جون في دور جو دان تاي (بايك جوون كي الحقيقي)
- يون جونغ هون في دور ها يون تشول
- بونغ تاي غي في دور لي كيو جين

### الأبناء
- كيم هيون سوو بدور باي رونا (أبنة أوه يون هي)
- تشوي يي بن بدور أون بيول (أبنة شيون سيو جين)
- هان جي هيون بدور سيوك كيونغ (ابنة شيم سو ريون)
- كيم يونغ داي بدور سيوك هوون (ابن شيم سو ريون)
- جين جي هي بدور جي ني (أبنة كانغ ماري)
- لي تاي فين بدور مين هيوك (أبن سانغ أه)

### شخصيات الموسم
- بارك هو سان - يوو دونغ بيل (زوج كانغ ما ري وأب جي ني).[11]

- أوه جوو هوان - بايك جوون كي/ جو دان تاي (الحقيقي).[12]

### أخرون
- بارك اون سيوك - أليكس / لوغان لي.[13]
- أهن ايون هونغ - جين بوون هونغ (معلمة أون بيول).[12]
- كيم دونغ كيو - سكرتير جوو.
- جونغ يونغ جو - زعمية الزنزانة (ح1).[14]
- بارك سانغ ميون - بانغ تشي سون «زعيم الزنزانة» (ج1).[15]

## الاستقبال
استقبل أول كشف عرض تشويقي استقبالا كبيرا من قبل الجماهير، حيث وصلت مشاهداته 2.7 مليون غضون 15 ساعة.
في أسبوعها الأول من العرض، تصدّرت «السقيفة 3» قائمة Good Data Corporation الأسبوعية للمسلسلات الدرامية التي أثارت ضجة كبيرة، تحدد الشركة تصنيفات كل أسبوع من خلال جمع البيانات من المقالات الإخبارية ومنشورات المدونات والمنتديات عبر الإنترنت ومقاطع الفيديو ووسائل التواصل الاجتماعي حول الأعمال الدرامية التي يتم بثها حاليًا أو سيتم بثها قريبًا.
احتلت المرتبة الأولى في قائمة أكثر الأعمال الدرامية رواجًا للأسبوع الأول من شهر يونيو، كذلك نجومها احتلوا أيضًا مراكز متعددة في قائمة أعضاء فريق التمثيل الدرامي الأكثر شهرة، احتلت لي جي آه المرتبة الثالثة، بينما جاءت كيم سو ايون في المرتبة رقم 6 وأوم كي جون في المركز 8، وتصدرت ايضاً للاسبوع الثاني والثالث من يونيو.
| GoodData Corporation للاحصائيات | GoodData Corporation للاحصائيات | GoodData Corporation للاحصائيات | GoodData Corporation للاحصائيات |
| تاريخ                           | الحصة                           | الرتبة                          | ملاحظات                         |
| ------------------------------- | ------------------------------- | ------------------------------- | ------------------------------- |
| الأسبوع الثاني من مايو          | 5.37%                           | 8                               | ثلاثة أسابيع قبل البث           |
| الأسبوع الثالث من مايو          | 7.18%                           | 6                               | قبل أسبوعين من البث             |
| الأسبوع الرابع من مايو          | 9.49%                           | 5                               | قبل أسبوع من البث               |
| الأسبوع الأول من يونيو          | 30.05%                          | 1                               | [ 18 ]                          |
| الأسبوع الثاني من يونيو         | 21.51%                          | 1                               | [ 18 ]                          |
| الأسبوع ال3 من يونيو            | 16.31%                          | 1                               | [ 18 ]                          |
| الأسبوع الرابع من يونيو         | 19.32%                          | 2                               | [ 18 ]                          |
| الأسبوع الأول من يوليو          | 20.17%                          | 2                               | [ 18 ]                          |
| الاسبوع الثاني من يوليو         | 15.94%                          | 2                               | [ 18 ]                          |
| الاسبوع ال3 من يوليو            | 13.89%                          | 2                               | [ 18 ]                          |
| الاسيوع ال4 من يوليو            | 8.46%                           | 4                               | [ 18 ]                          |
| الأسبوع ال1 من أغسطس 2021       | 16.76%                          | 2                               | [ 18 ]                          |
| الاسبوع ال2 من اغسطس 2021       | 14.02%                          | 3                               | [ 18 ]                          |
| الاسبوع ال3 من اغسطس 2021       | 18.73%                          | 2                               | [ 18 ]                          |
| الأسبوع ال4 من أغسطس 2021       | 18.58%                          | 2                               | [ 18 ]                          |

الممثلون
| تاريخ                     | رتبة     | رتبة       | رتبة       | رتبة         | رتبة   | رتبة        |
| تاريخ                     | لي جي أه | كيم سو يون | أوم كي جون | بارك اون سوك | يووجين | هان جي هيون |
| ------------------------- | -------- | ---------- | ---------- | ------------ | ------ | ----------- |
| الأسبوع الرابع من مايو    | 7        | -          | -          | -            | -      | -           |
| الأسبوع الأول من يونيو    | 3        | 6          | 8          | -            | -      | -           |
| الأسبوع الثاني من يونيو   | 8        | -          | -          | 9            | -      | -           |
| الأسبوع ال3 يونيو         | 8        | -          | 10         | -            | -      | -           |
| الأسبوع الرابع من يونيو   | 2        | -          | 10         | -            | 7      | 9           |
| الأسبوع الأول من يوليو    | 3        | 2          | -          | -            | 1      | -           |
| الاسبوع الثاني من يوليو   | 9        | 6          | -          | -            | -      | -           |
| الاسبوع ال3 يوليو         | [ 18 ]   | [ 18 ]     | [ 18 ]     | [ 18 ]       | [ 18 ] | [ 18 ]      |
| الاسبوع ال4 من يوليو      | [ 18 ]   | [ 18 ]     | [ 18 ]     | [ 18 ]       | [ 18 ] | [ 18 ]      |
| الأسبوع ال1 من أغسطس 2021 | 8        | 7          | _          | _            | _      | _           |
| الاسبوع ال2 من اغسطس 2021 | -        | 5          | -          | -            | -      | -           |
| الاسبوع ال3 من اغسطس 2021 | -        | 3          | -          | -            | -      | -           |
| الأسبوع ال4 من أغسطس 2021 | 3        | 7          | -          | -            | -      | -           |

## المشاهدات
| الموسم | الموسم | رقم الحلقة | رقم الحلقة | رقم الحلقة | رقم الحلقة | رقم الحلقة | رقم الحلقة | رقم الحلقة | رقم الحلقة | رقم الحلقة | رقم الحلقة | رقم الحلقة | رقم الحلقة | رقم الحلقة | رقم الحلقة | المتوسط |
| الموسم | الموسم | 1          | 2          | 3          | 4          | 5          | 6          | 7          | 8          | 9          | 10         | 11         | 12         | 13         | 14         | المتوسط |
| ------ | ------ | ---------- | ---------- | ---------- | ---------- | ---------- | ---------- | ---------- | ---------- | ---------- | ---------- | ---------- | ---------- | ---------- | ---------- | ------- |
|        | 3      | 3.778      | 3.518      | 3.206      | 3.263      | 3.191      | 3.169      | 3.357      | 2.971      | 3.092      | 3.624      | 3.681      | 3.565      | 3.444      | 3.638      | 3.393   |

وفقًا لـمخطط Nielsen Korea اعلاه، فقد حقق العرض الأول من المسلسل نسبة 19.5% على مستوى البلاد مع 3.7 مليون مشاهد.
في حلقة الثامنة سجل المسلسل أدنى نسبة مشاهدة بمتوسط تقييم بلغ 15.7% ، مايقارب 2.9 مليون مشاهدة وفقا لمخطط أ جي بي نيلسن كوريا.
انتهت السلسلة مسجلة الحلقة الأخيرة نسبة 19.1% مع 3.6 مليون مشاهدة. بخلاف الموسمين الماضيين التي تجاوزت نسبتها 25% والتي حققت أكثر من 5 ملايين مشاهدة في معظم حلقاتها، أثناء البث، في هذا الموسم لا توجد حلقة قد وصلت نسبة 22% أو حاجز 4 ملايين مشاهدة.
| الحلقة | جزء    | تاريخ البث الأصلي | متوسط حصة الجمهور | متوسط حصة الجمهور | متوسط حصة الجمهور |
| الحلقة | جزء    | تاريخ البث الأصلي | AGB Nielsen       | AGB Nielsen       | TNmS              |
| الحلقة | جزء    | تاريخ البث الأصلي | على الصعيد الوطني | سيئول             | على الصعيد الوطني |
| ------ | ------ | ----------------- | ----------------- | ----------------- | ----------------- |
| 1      | 1      | 4 يونيو 2021      | 16.9%             | 17.6%             | 15.6%             |
| 1      | 2      | 4 يونيو 2021      | 19.1%             | 20.2%             | 16.8%             |
| 1      | 3      | 4 يونيو 2021      | 19.5%             | 21.0%             | 15.3%             |
| 2      | 1      | 11 يونيو 2021     | 15.2%             | 15.8%             | 13.5%             |
| 2      | 2      | 11 يونيو 2021     | 17.5%             | 18.4%             | 15.1%             |
| 2      | 3      | 11 يونيو 2021     | 17.5%             | 18.5%             | 15.1%             |
| 3      | 1      | 18 يونيو 2021     | 14.4%             | 15.4%             | 12.9%             |
| 3      | 2      | 18 يونيو 2021     | 16.3%             | 17.2%             | 14.4%             |
| 3      | 3      | 18 يونيو 2021     | 17.5%             | 18.6%             | 15.8%             |
| 4      | 1      | 25 يونيو 2021     | 15.8%             | 15.4%             | 13.5%             |
| 4      | 2      | 25 يونيو 2021     | 17.0%             | 17.9%             | 15.3%             |
| 4      | 3      | 25 يونيو 2021     | 17.1%             | 17.9%             | 15.7%             |
| 5      | 5      | 2 يوليو 2021      | 16.5%             | 17.4%             | 15.0%             |
| 6      | 6      | 9 يوليو 2021      | 16.7%             | 17.4%             | 15.5%             |
| 7      | 7      | 16 يوليو 2021     | 17.5%             | 18.7%             | 15.5%             |
| 8      | 8      | 30 يوليو 2021     | 15.7%             | 16.3%             | 14.8%             |
| 9      | 9      | 6 اغسطس 2021      | 15.5%             | 16.9%             | 14.7%             |
| 10     | 10     | 13 أغسطس 2021     | 18.8%             | 19.4%             | 17.8%             |
| 11     | 11     | 20 أغسطس 2021     | 18.4%             | 18.2%             | 17.8%             |
| 12     | 12     | 27 أغسطس 2021     | 17.5%             | 18.4%             | 15.5%             |
| 13     | 13     | 3 سبتمبر 2021     | 17.9%             | 18.7%             | 16.0%             |
| 14     | 14     | 10 سبتمبر 2021    | 19.1%             | 19.4%             | 16.8%             |
| المعدل | المعدل | المعدل            | 15.4%             | 17.1%             | 17.9%             |

## روابط خارجية
- الموقع الرسمي
 (بالكورية)
- بنتهاوس 3 على هانسينما
- بنتهاوس 3  في قاعدة بيانات الأفلام على الإنترنت (بالإنجليزية).